# Bancsó szarajasiki

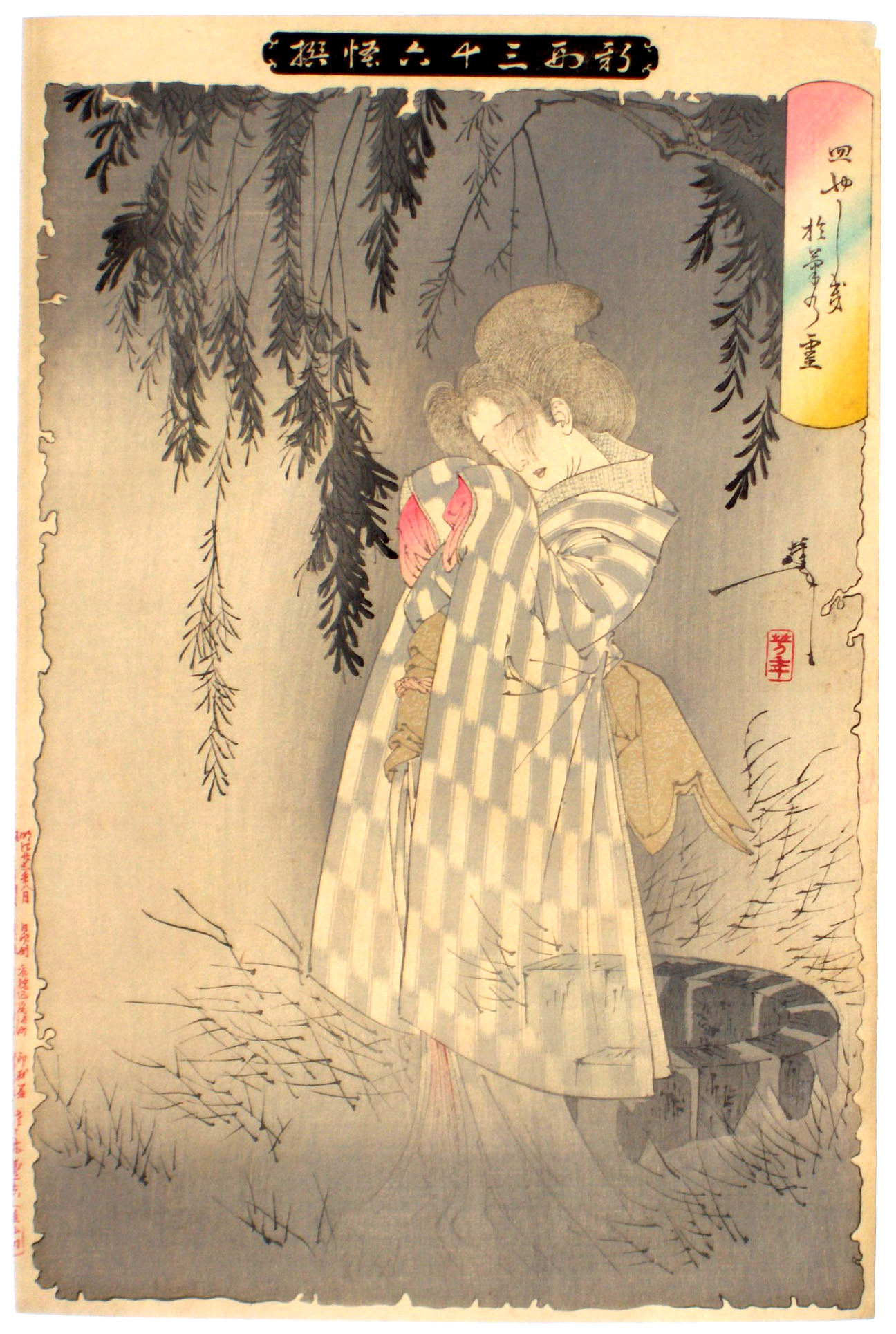
Yoshitoshi Tsukioka portréja Okikuról.

A Bancsó szarajasiki vagy Bancsó szarajasi (番町皿屋敷Okiku és a kilenc tányér) egy kísértettörténet, mely a társadalmi osztályok közötti szerelemről, a megtört bizalomról és a megszegett ígéretekről szól, és amely végül tragédiához vezet.
A történet, Okiku és a kilenc tányér az egyik legnépszerűbb népmese Japánban és még a mai napig új közönségre talál.

## Cselekmény Összefoglaló
|  | Alább a cselekmény részletei következnek! |

### Népi változat
Élt egyszer egy cselédlány, akit Okikunak hívtak. Egy szamurájnál, Áojama Tesszánál szolgált. Okiku mindig visszautasította ura szerelmes közeledéseit, aki ezért cselhez folyamodott és elhitette a lánnyal, hogy gondatlanságból elveszítette a család tíz, rendkívül értékes porcelántányérjának egyikét. Egy ilyen bűn természetesen a lány halálát jelentette volna, ezért Okiku kétségbeesetten számolta meg a tányérokat újra és újra. Nem találta meg a tizediket, ezért a bűntudattól sírva kereste fel Aojamát. A szamuráj azt ajánlotta, hogy szemet huny a történtek felett, ha a lány a szeretője lesz, azonban Okiku ismét elutasította.
A férfi feldühödött és a lányt egy kútba taszította, ahol meg is halt.
Úgy tartják, hogy Okiku bosszúálló szellemmé vált, aki azzal gyötörte gyilkosát, hogy elszámolt kilencig, majd borzalmas sikolyt hallatott, utalva a hiányzó tizedik tányérra-vagy talán magát büntette és próbálta megkeresni az elveszett tányért és gyötrelmében sikoltozott, amikor ez nem sikerült.
A történet néhány változatában ez a szenvedés addig folytatódik, ameddig egy ördögűző vagy egy szomszéd azt kiáltja:"tíz", amikor a lány a számolás végére ér. Ekkor szelleme megnyugszik, hogy valaki megtalálta a tányért és a szamurájt sem kísérti tovább.

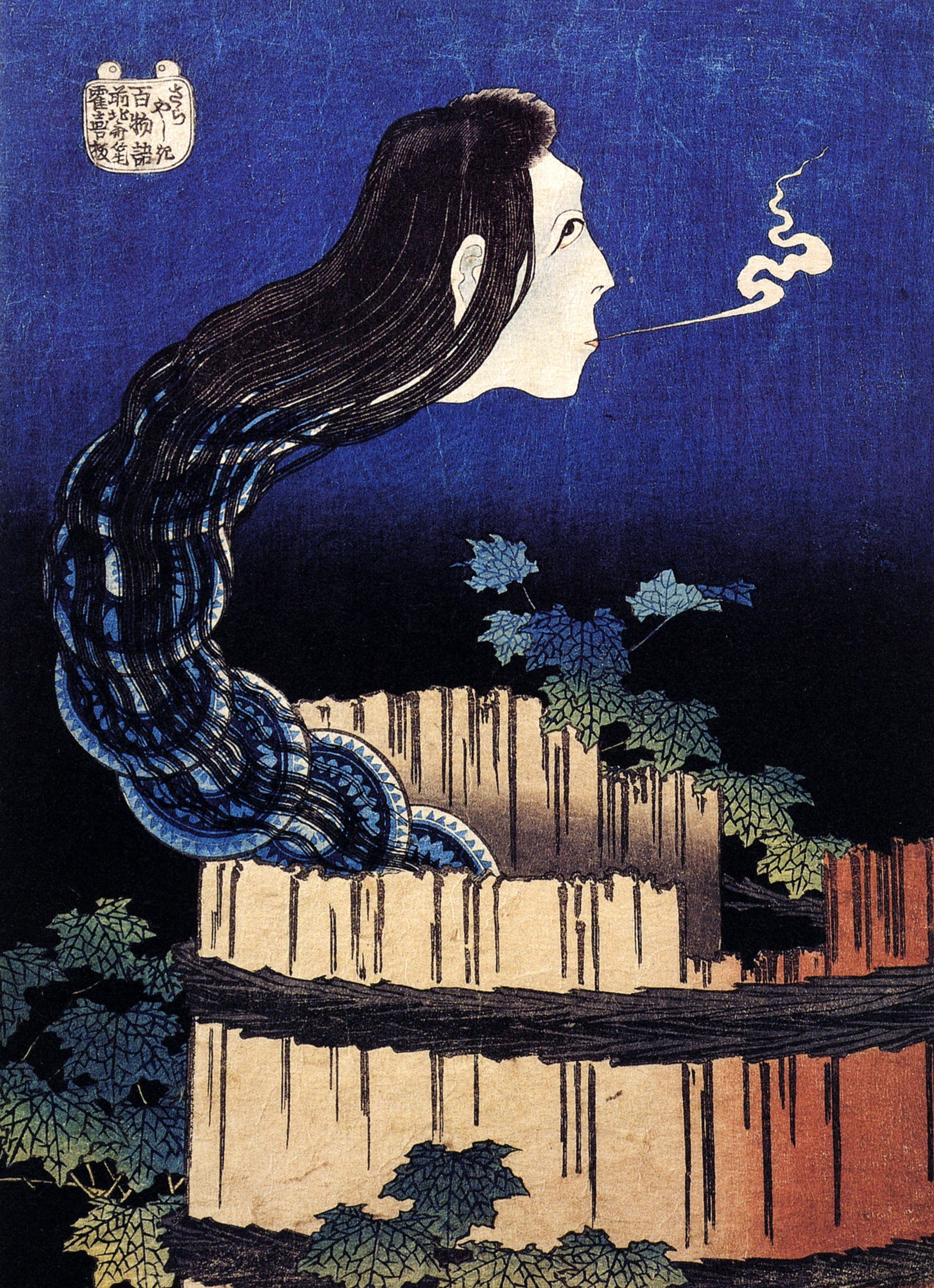
Egy ukijo-e nyomtatvány, Hokuszai Okiku ábrázolása

|  | Itt a vége a cselekmény részletezésének! |

### Okamoto Kido-féle változat
1655-ben, Edóban Aojama Sarima, a sógun hűbérese beleszeret egy fiatal cselédlányba, Okikuba. Megígéri neki, hogy elveszi feleségül, ám hamarosan kap egy sikeresnek ígérkező házassági ajánlatot a nénikéjétől. Aojama azonban tiszteletben tartja Okikuval való szerelmét és visszautasítja az ajánlatot.
Okiku mégis kételkedik, ezért próbára teszi a férfit és eltöri az Aojama-ház családi ereklyeként őrzött tíz tányérjának egyikét. A hagyomány szerint egy ilyen tettet halállal torolnak meg, ezt Aojama családja is így akarta.
Aojama megpróbálja meggyőzni őket, hogy Okiku véletlenül törte el a tányért és bocsássanak meg neki, ám amikor Okiku elmondja, hogy tettével a férfi szerelméről akart bizonyosságot szerezni, Aojama felbőszül és megöli a lányt, testét pedig egy kútba hajítja.
Ezután megjelenik Okiku szelleme és belép a házba, hogy megszámolja a tányérokat. Később találkoznak a kertben és Aojama látja, hogy a szellem nem gonosz, hanem nyugodt és gyönyörű. Ebből merítve erőt, szeppukut követ el és csatlakozik Okikuhoz a másvilágon.

## Fordítás
- Ez a szócikk részben vagy egészben  a   Banchō Sarayashiki című angol Wikipédia-szócikk fordításán alapul.  Az eredeti cikk szerkesztőit annak laptörténete sorolja fel. Ez a jelzés csupán a megfogalmazás eredetét és a szerzői jogokat jelzi, nem szolgál a cikkben szereplő információk forrásmegjelöléseként.

## Kapcsolódó linkek
- Bancsó szarajasiki az Internet Movie Database oldalon (angolul)
- Bancsó szarajasiki az Internet Movie Database oldalon (angolul)
- Kaidan Hyaku Shosetsu (Story 4) (2002) Archiválva 2023. augusztus 3-i dátummal a Wayback Machine-ben at JDorama Archiválva 2007. október 21-i dátummal a Wayback Machine-ben
- Original version of the story